# کارکس لوزولینا
کارکس لوزولینا (نام علمی: Carex luzulina) نام یک گونه از سرده جگن است.